# Patinoire Ifjabb Ocskay Gábor
La Patinoire Ifjabb Ocskay Gábor est un complexe sportif polyvalent de Székesfehérvár en Hongrie. Elle a été ouverte en 1991. Elle a été renommée en l'honneur de Gábor Ocskay, mort en 2009.
La patinoire accueille notamment l'équipe de hockey sur glace du Alba Volán Székesfehérvár pensionnaire de la Ligue Autrichienne. La patinoire a une capacité de 3 500 spectateurs.